# Esch-sur-Alzette
Esch-sur-Alzette (lb. Esch-Uelzecht, niem. Esch an der Alzette) – miasto i gmina (gemeng / commune / Gemeinde) w południowo-zachodnim Luksemburgu, siedziba administracyjna kantonu Esch-sur-Alzette. Do 3 października 2015 gmina leżała w dystrykcie Luksemburg. Siedziba administracyjna gminy znajduje się w miejscowości Esch-sur-Alzette. Liczy 36 625 mieszkańców (1 stycznia 2023). Jest drugim pod względem wielkości miastem w Luksemburgu oraz cechuje się największą gęstością zaludnienia. Graniczy z Francją. Znajduje się tutaj najdłuższa ulica zakupowa w kraju.
Miasto jest centrum krajowej produkcji stali. Jednym z największych pracodawców do 2006 r. była firma Arcelor, niegdyś największy światowy producent stali, powstały z połączenia firm Aceralia, ARBED i Usinor.

## Historia
Miasto zostało po raz pierwszy wymienione w dokumentach pisanych w bulli papieża Honoriusza II z 12 kwietnia 1128 roku pod nazwą Asch. W 1328 roku Jan Ślepy nadał Esch status „wolnego miasta”. W ciągu lat miasto było zdobywane przez oddziały różnych wojsk. W 1677 z rozkazu Ludwika XIV zburzono mury miejskie. W czerwcu 1841 utworzono kanton Esch-sur-Alzette.
W XIX wieku rozwinął się znacznie przemysł w okolicy Esch. Zaczęli przybywać nowi pracownicy: najpierw z innych regionów Luksemburga (Éislek), następnie z zagranicy. Najpierw przybyli imigranci z krajów ościennych, a następnie Polacy i Włosi. 
29 maja 1906 roku Wielki Książę Wilhelm IV przywrócił Eschowi prawa miejskie, odebrane w związku z utworzeniem kantonu. W czasie I wojny światowej pod okupacją niemiecką. W czasie II wojny światowej hitlerowcy zajęli miasto w 1940 roku, zburzyli synagogę. W okolicy na przymusowych robotach, głównie w górnictwie, przebywało wielu Rosjan. Esch został wyzwolony 10 września 1944 roku przez wojska amerykańskie.

## Podział administracyjny
Do miasta należy 18 dzielnic (Quartier):
1. Al Esch
2. Belval
3. Brill
4. Brouch
5. Dellhéicht
6. Fettmeth
7. Grenz
8. Lallange (Lalleng / Lallingen)
9. Lankhelz
10. Neiduerf
11. Park
12. Rämerech
13. Schlassgoart
14. Sommet
15. Universitéit
16. Uecht
17. Wobrécken
18. Zäpert

## Kultura

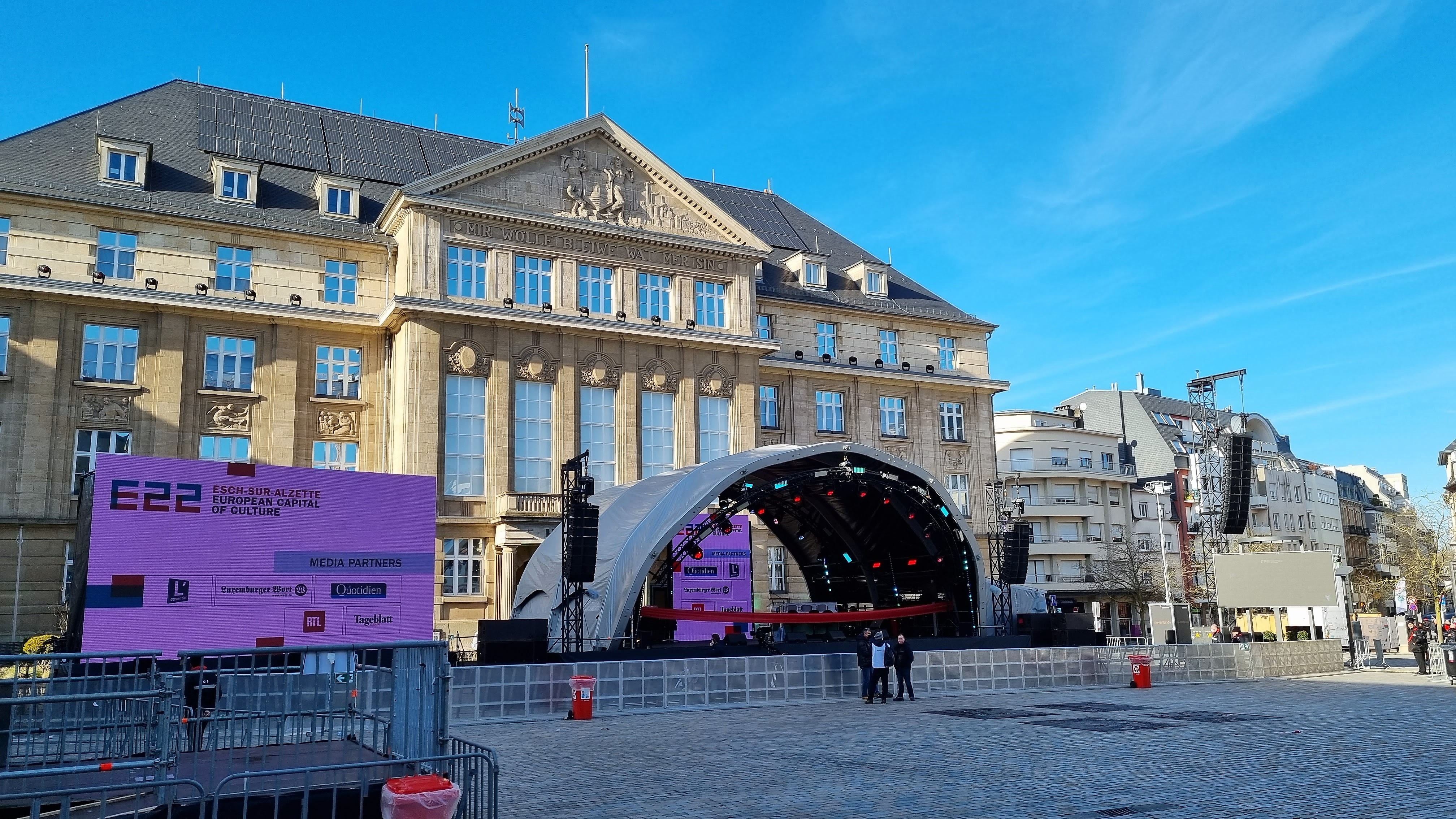
Ratusz podczas festiwalu Europejska Stolica Kultury 2022

W mieście znajduje się Narodowe Muzeum Ruchu Oporu (Musée national de la résistance et des droits humains), gdzie zebrane są materiały o ruchu oporu w czasie II wojny światowej. Innymi atrakcjami są park i zamek Berwart z wieżą zbudowaną w 1621 roku.
W mieście są dwa kina: „Ariston” oraz „Kinosch”. Głównym teatrem jest (Théâtre municipal de la Ville d'Esch-sur-Alzette). W Esch-sur-Alzette jest też centrum kulturalne Kulturfabrik (Centre culturel Kulturfabrik). Miasto jest siedzibą jednej z sześciu regionalnych głównych komend Policji Wielkiego Księstwa Police grand-ducale.

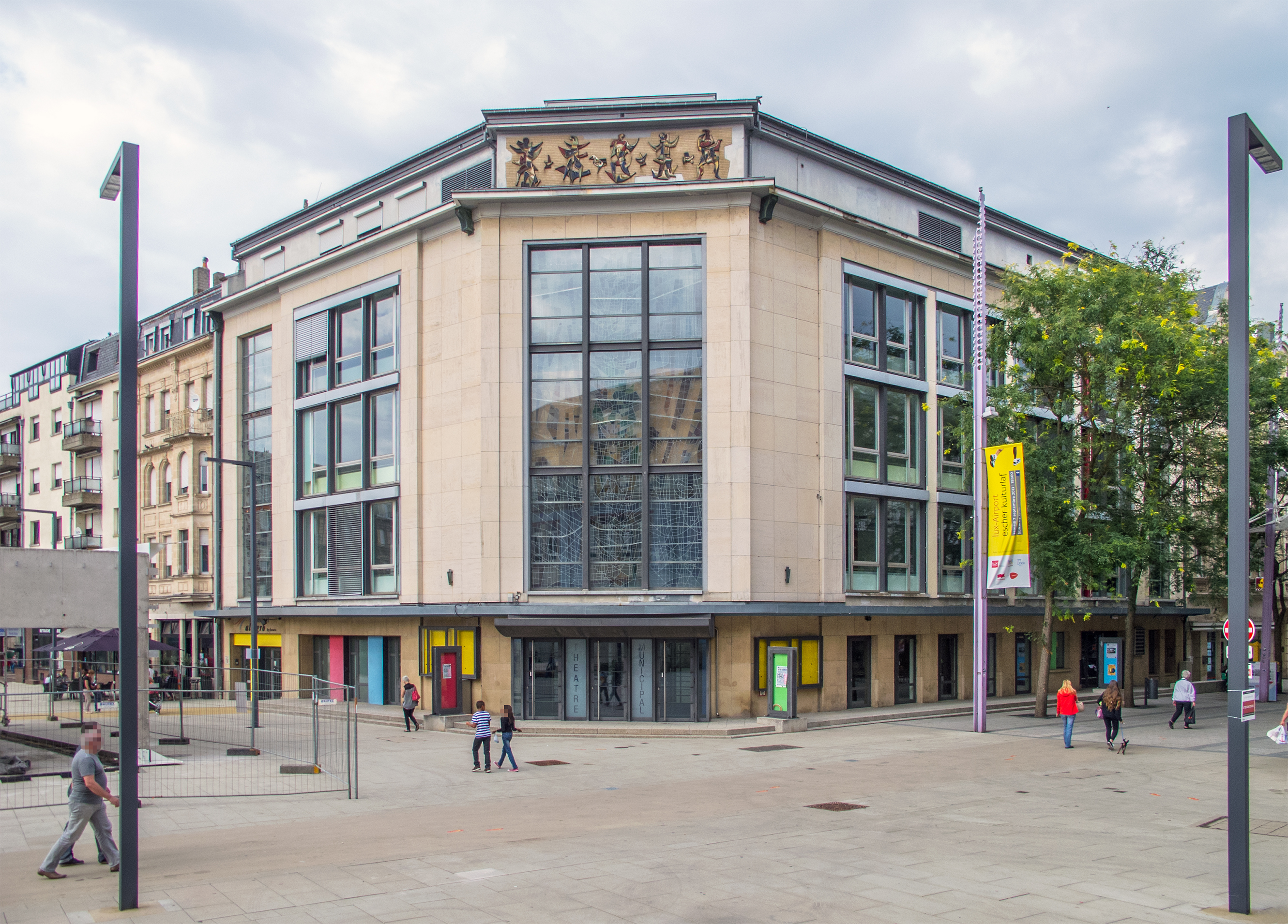
Teatr

W 2006 roku w Esch-sur-Alzette kończył się etap 2 i zaczynał etap 3 Tour de France. W Esch-sur-Alzette, na stadionie Stade de la Frontière, gra jeden z najlepszych luksemburskich klubów piłkarskich Jeunesse Esch.
W 2022 roku Esch-sur-Alzette stało się Europejską Stolicą Kultury wraz z litewskim Kownem.

## Religia
Kościoły w mieście:

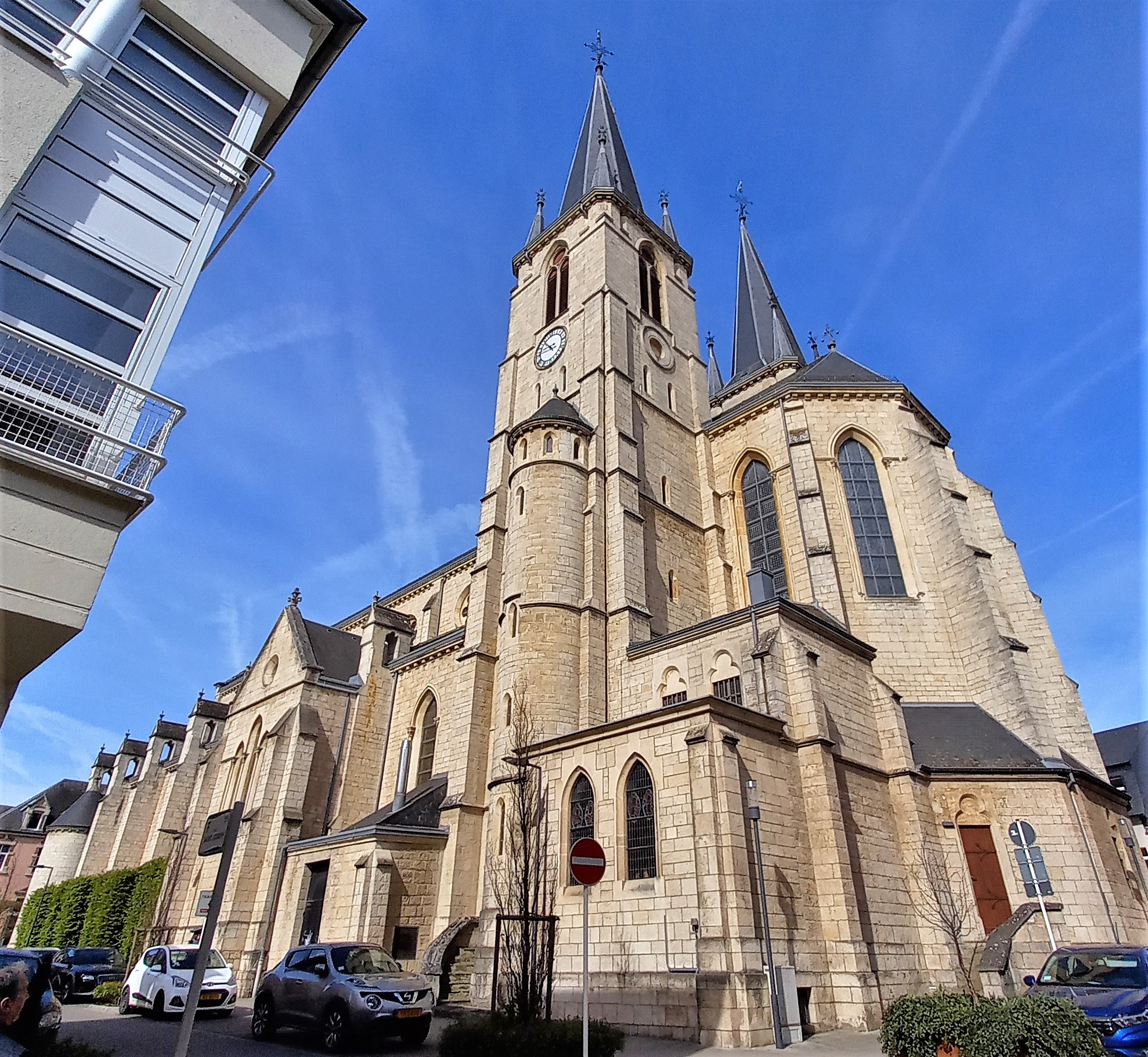
Kościół św. Józefa (Saint-Joseph)

- Kościół św. Józefa (Saint-Joseph), 21 rue de l'Eglise
- Kościół św. Henryka (Saint-Henri), Place des Franciscains
- Kościół Najświętszego Serca (Sacré-Cœur), 77 rue Bernard-Zenon
- Kościół (Marie-Reine de Lallange), rue du Luxembourg
- Świątynia protestancka, 11 rue de la Liberation
- Synagoga, 52 rue du Canal, stara znajdowała się przy place de la Synagogue
- Ewangelickie Źródło (Évangélique la Source), 138 rue Victor-Hugo
- Kaplica cmentarna Lallange
- Włoska Kaplica Misyjna (Chapelle de la Mission italienne)

## Współpraca
Miejscowości partnerskie:
- Bethnal Green, Wielka Brytania
- Coimbra, Portugalia
- João Monlevade, Brazylia
- Kolonia, Niemcy
- Liège, Belgia
- Lille, Francja
- Mödling, Austria
- Offenbach am Main, Niemcy
- Puteaux, Francja
- Rotterdam, Niderlandy
- Saint-Gilles, Belgia
- Turyn, Włochy
- Velletri, Włochy
- Zemun, Serbia